# GD Racing
GD Racing – były włoski zespół wyścigowy, założony w 2001 roku. Ekipa pojawiał się na starcie w Formule Euro Open Nissan, Formule Super Nissan World Series, Formule Nissan V6 World Series oraz w Formule Renault 3.5. Zespół zakończył działalność w 2007 roku.

## Starty

### Formuła Renault 3.5
| Rok  | Bolid           | Kierowcy             | Wyścigi | Wygrane | PP | NO | Pkt | M.K. | M.Z. |
| ---- | --------------- | -------------------- | ------- | ------- | -- | -- | --- | ---- | ---- |
| 2005 | Dallara-Renault | Miloš Pavlović       | 17      | 0       | 0  | 0  | 19  | 17   | 9    |
| 2005 | Dallara-Renault | Frédéric Vervisch    | 7       | 0       | 0  | 0  | 0   | 30   | 9    |
| 2005 | Dallara-Renault | Patrick Pilet        | 11      | 0       | 0  | 0  | 43  | 11   | 9    |
| 2006 | Dallara-Renault | Matteo Meneghello    | 9       | 0       | 0  | 0  | 0   | 35   | 15   |
| 2006 | Dallara-Renault | Carlos Iaconelli     | 12      | 0       | 0  | 0  | 0   | 33   | 15   |
| 2006 | Dallara-Renault | Patrick Pilet        | 9       | 0       | 0  | 0  | 14  | 21   | 15   |
| 2006 | Dallara-Renault | Miguel Molina        | 6       | 0       | 0  | 0  | 1   | 32   | 15   |
| 2007 | Dallara-Renault | Ricardo Risatti      | 9       | 0       | 0  | 0  | 0   | 35   | 15   |
| 2007 | Dallara-Renault | Luiz Razia           | 4       | 0       | 0  | 0  | 0   | 38   | 15   |
| 2007 | Dallara-Renault | Frédéric Vervisch    | 4       | 0       | 0  | 0  | 0   | 30   | 15   |
| 2007 | Dallara-Renault | Pasquale Di Sabatino | 17      | 0       | 0  | 0  | 2   | 26   | 15   |